# The Masked Singer (Vereinigtes Königreich)
The Masked Singer ist eine britische Musikshow, in der Prominente maskiert in Ganzkörperkostümen singen. Die Produktion der Sendung wurde erstmals am 31. Mai 2019 angekündigt. Sie basiert auf dem südkoreanischen Format King of Mask Singer. Moderator der britischen Ausgabe ist der Komiker und Schauspieler Joel Dommett, der unter anderem durch eine wiederkehrende Rolle in Skins und seiner Teilnahme an I’m a Celebrity … Get Me Out of Here! bekannt wurde. Die erste Staffel wurde ab dem 4. Januar 2020 auf ITV ausgestrahlt. Der Sender bestellte bislang (Stand Oktober 2024) sechs weitere Staffeln.

## Konzept
In jeder Show treten in Ganzkörperkostümen Prominente wie Sänger, Schauspieler oder Sportler mit einem selbst ausgewählten Lied in einem Gesangswettstreit gegeneinander an. Vor dem Auftritt wird über jeden der Kostümierten ein kurzes Video gezeigt, in dem versteckte Indizien zu seiner Identität enthalten sind. Die Stimmen der Prominenten sind außerhalb des Singens zur Unkenntlichkeit verzerrt.
In den ersten beiden Folgen jeder Staffel treten jeweils sechs Kandidaten in Duellen gegeneinander an. Wie beim amerikanischen Ableger auch bestimmen nicht die Fernsehzuschauer, sondern das Saalpublikum und die Juroren die Gewinner. Diese bleiben automatisch im Wettbewerb, während die Verlierer bis zum Ende jeder Episode warten müssen. Dort scheidet der Teilnehmer mit den insgesamt wenigsten Stimmen aus und muss seine Maske abnehmen, während die anderen wie die Gewinner auch erneut teilnehmen.
In der dritten und vierten Folge treten die übrigen Kandidaten hintereinander an, die beiden mit den wenigsten Stimmen müssen in einem Sing-Off gegeneinander singen, wobei der Kandidat mit den wenigsten Stimmen ausschied. In den weiteren Episoden singen die Kandidaten nicht mehr in Duellen, sondern hintereinander, wobei sowohl im Viertel- als auch im Halbfinale jeweils zwei Kandidaten ausschieden.
Eine weitere Gemeinsamkeit zur amerikanischen Version besteht darin, dass bis zur fünften Folge nicht alle Kandidaten in derselben Show, sondern jede Woche abwechselnd singen. Auch wird die Sendung nicht live ausgestrahlt, sondern aufgezeichnet.

## Staffel 1 (2020)

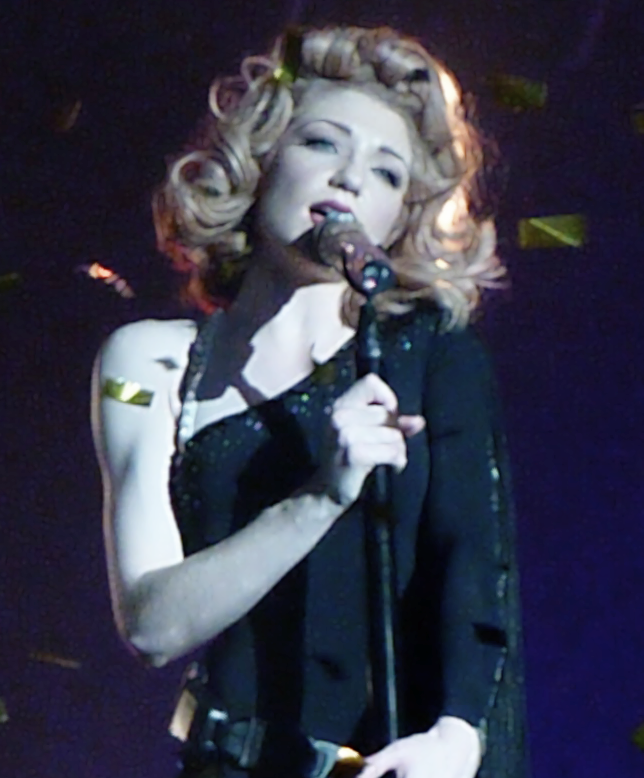
Nicola Roberts, Gewinnerin der ersten Staffel

Die erste Staffel wurde vom 4. Januar bis 15. Februar 2020 auf ITV ausgestrahlt. Sie wurde von Joel Dommett moderiert. Das Rateteam bestand aus dem Schauspieler Ken Jeong, der Moderatorin Davina McCall, der Sängerin Rita Ora und dem Moderator Jonathan Ross. Nicola Roberts gewann als Queen Bee.

### Teilnehmer

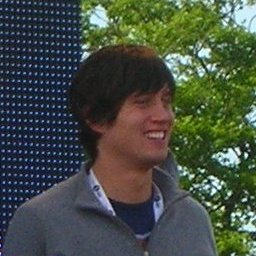
Vernon Kay, Gewinner der ersten I’m a Celebrity-Spezialfolge

| Platz | Kostüm    | Person            | Aus in Folge |
| ----- | --------- | ----------------- | ------------ |
| 1     | Queen Bee | Nicola Roberts    | 8            |
| 2     | Hedgehog  | Jason Manford     | 8            |
| 3     | Octopus   | Katherine Jenkins | 8            |
| 4     | Monster   | CeeLo Green       | 7            |
| 5     | Fox       | Denise van Outen  | 7            |
| 6     | Unicorn   | Jake Shears       | 6            |
| 7     | Duck      | Skin              | 6            |
| 8     | Daisy     | Kelis             | 5            |
| 9     | Tree      | Teddy Sheringham  | 4            |
| 10    | Chameleon | Justin Hawkins    | 3            |
| 11    | Pharaoh   | Alan Johnson      | 2            |
| 12    | Butterfly | Patsy Palmer      | 1            |

## Home Alone with Joel Dommett(26. April 2020)

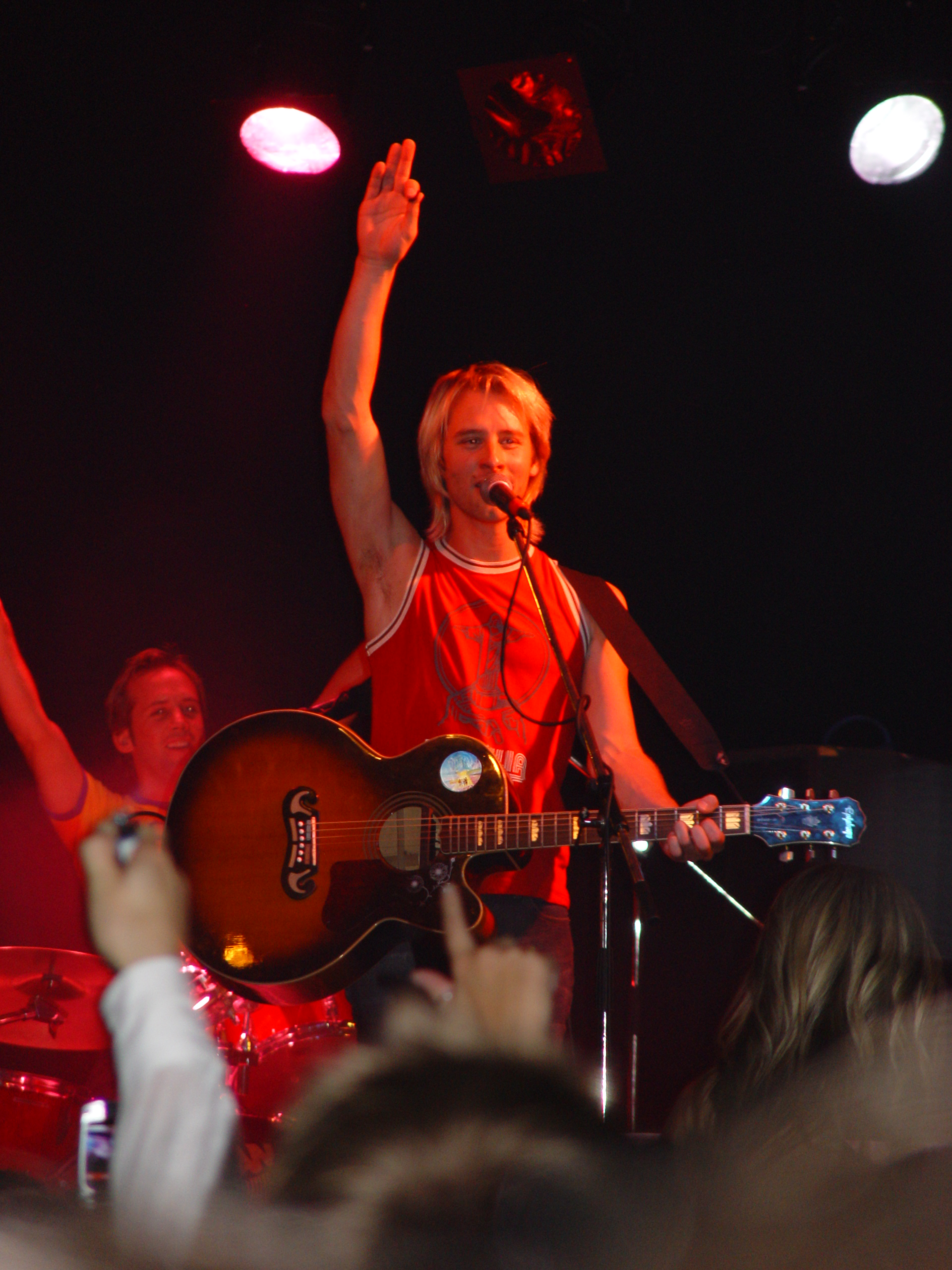
Chesney Hawkes, Gewinner der Home Alone with Joel Dommett-Spezialfolge

Am 26. April 2020 wurde eine Spezialfolge der Sendung ausgestrahlt. Dommett drehte aufgrund der damals landesweiten Ausgangsbeschränkungen während der COVID-19-Pandemie für ITV2, einen Schwesterkanal von ITV, bei sich zu Hause die Sendung Home Alone with Joel Dommett. Er lud McCall und Ross ins Programm ein, die die Identität von drei Sängern bestimmen und sich auf deren jeweilige Platzierung einigen mussten. Die Juroren und Kandidaten wurden von ihren jeweiligen Wohnsitzen aus per Video zugeschaltet. Die Teilnehmer präsentierten hintereinander ihre aufgezeichneten Darbietungen und verrieten je einen Hinweis über sich selbst. Sie trugen keine Kostüme wie sonst üblich. Ihre Gesichter wurden stattdessen mit Emojis verdeckt.

### Teilnehmer
| Platz | Kostüm                | Person         | Bekannt als                   | Quelle |
| ----- | --------------------- | -------------- | ----------------------------- | ------ |
| 1     | Robot (Roboter)       | Chesney Hawkes | Sänger, Schauspieler          | [ 10 ] |
| 2     | Teddy Bear (Teddybär) | Ore Oduba      | Moderator, Musical-Darsteller | [ 11 ] |
| 3     | Smiley Face (Smiley)  | James Argent   | Moderator, TV-Persönlichkeit  | [ 12 ] |

|   | Kostüm      | Lied, Originalinterpret                   | Ergebnis      |
| - | ----------- | ----------------------------------------- | ------------- |
| 1 | Teddy Bear  | Sex Bomb – Tom Jones & Mousse T.          | Zweiter Platz |
| 2 | Smiley Face | Sweat (A La La La La Long) – Inner Circle | Dritter Platz |
| 3 | Robot       | … Baby One More Time – Britney Spears     | Gewinner      |

## Staffel 2 (2020 / 2021)

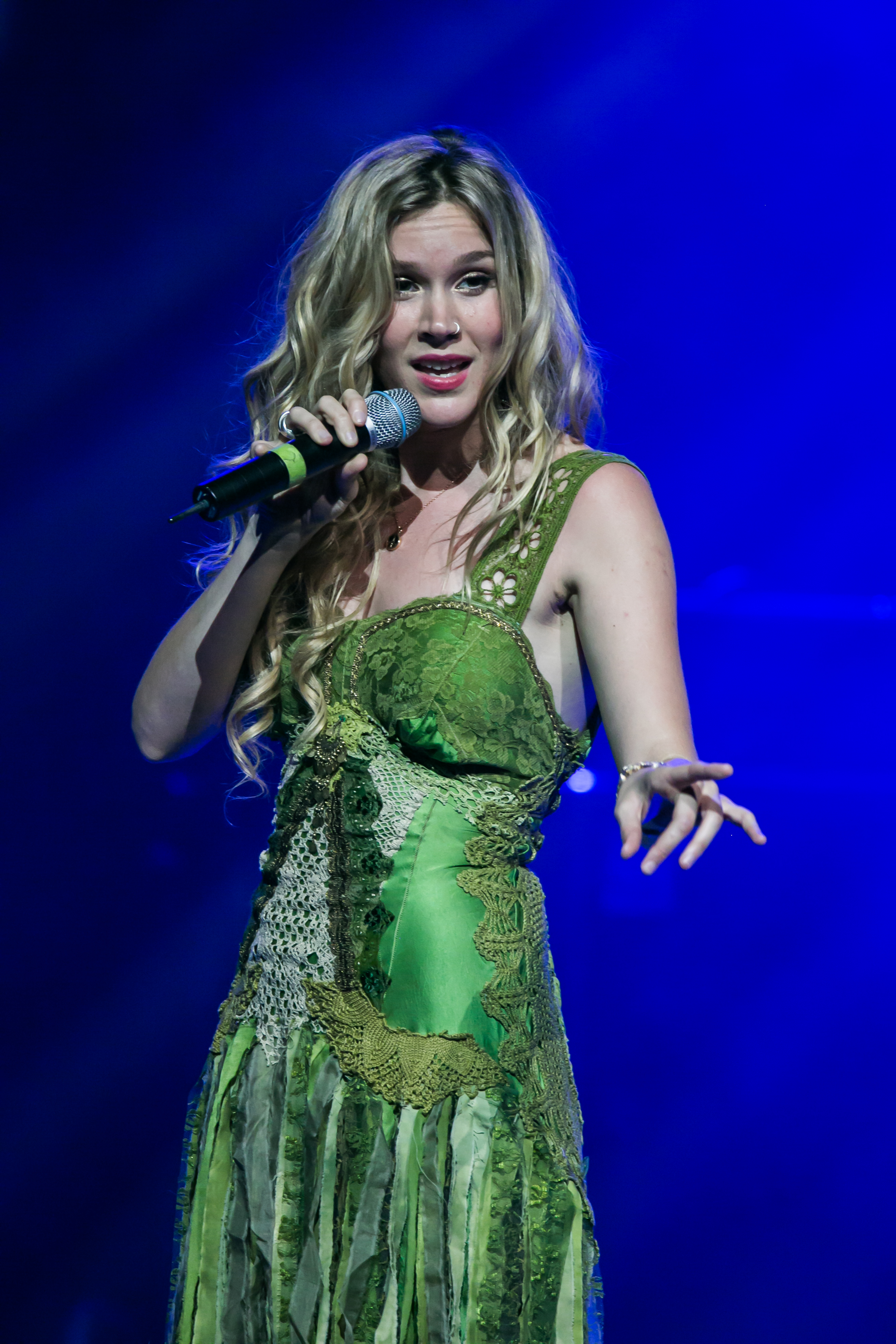
Joss Stone, Gewinnerin der zweiten Staffel

Die zweite Staffel wurde vom 26. Dezember 2020 bis zum 13. Februar 2021 auf ITV ausgestrahlt. Der britische Komiker Mo Gilligan ersetzte Jeong, der aufgrund der Pandemie nicht ins Land einreisen konnte. Ansonsten blieb die Besetzung der Sendung mit dem Moderator Dommett und dem Rateteam um McCall, Ora sowie Ross gleich. Joss Stone gewann als Sausage.

### Teilnehmer
| Platz | Kostüm            | Person              | Aus in Folge |
| ----- | ----------------- | ------------------- | ------------ |
| 1     | Sausage           | Joss Stone          | 8            |
| 2     | Badger            | Ne-Yo               | 8            |
| 3     | Robin             | Aston Merrygold     | 8            |
| 4     | Harlequin         | Gabrielle           | 7            |
| 5     | Dragon            | Sue Perkins         | 7            |
| 6     | Blob              | Lenny Henry         | 6            |
| 7     | Viking            | Morten Harket       | 6            |
| 8     | Bush Baby         | John Thomson        | 5            |
| 9     | Grandfather Clock | Glenn Hoddle        | 4            |
| 10    | Swan              | Martine McCutcheon  | 3            |
| 11    | Seahorse          | Melanie B           | 2            |
| 12    | Alien             | Sophie Ellis-Bextor | 1            |

## Staffel 3 (2022)

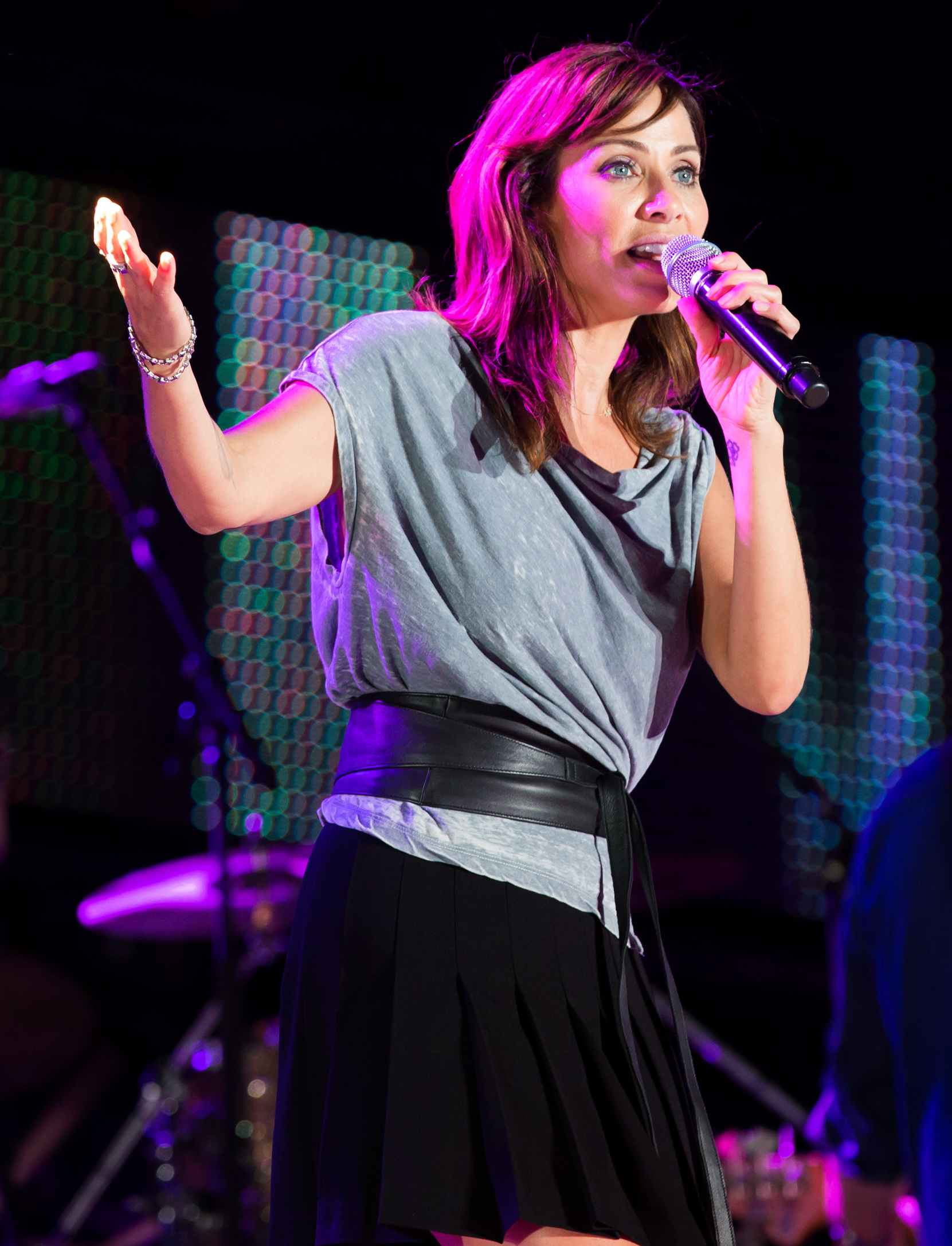
Natalie Imbruglia, Gewinnerin der dritten Staffel

Die dritte Staffel wurde vom 1. Januar bis zum 12. Februar 2022 auf ITV ausgestrahlt. Natalie Imbruglia gewann als Panda.

### Teilnehmer
| Platz | Kostüm       | Person            | Aus in Folge |
| ----- | ------------ | ----------------- | ------------ |
| 1     | Panda        | Natalie Imbruglia | 8            |
| 2     | Mushroom     | Charlotte Church  | 8            |
| 3     | Robobunny    | Mark Feehily      | 8            |
| 4     | Rockhopper   | Michelle Williams | 7            |
| 5     | Traffic Cone | Aled Jones        | 7            |
| 6     | Doughnuts    | Michael Owen      | 6            |
| 7     | Firework     | Jaime Winstone    | 6            |
| 8     | Poodle       | Tom Chaplin       | 5            |
| 9     | Bagpipes     | Pat Cash          | 4            |
| 10    | Lionfish     | Will Young        | 3            |
| 11    | Snow Leopard | Gloria Hunniford  | 2            |
| 12    | Chandelier   | Heather Small     | 1            |

## The Masked Singer: I’m a Celebrity Special(26. November 2022)
Am 30. August 2022 gab ITV bekannt, eine weitere Spezialfolge in Auftrag gegeben zu haben. Anlässlich der Premiere der 22. Staffel von I’m a Celebrity … Get Me Out of Here! am 6. November nahmen am selben Tag vier ehemalige Kandidaten der Sendung an der The Masked Singer-Episode teil. Dommett, der in der Vergangenheit ebenfalls Kandidat bei I’m a Celebrity … Get Me Out of Here! war, absolvierte in der Folge Aufgaben, die Dschungelprüfungen ähnelten, um für das Rateteam Hinweise zu den Kandidaten zu erspielen.

### Teilnehmer
| Platz | Kostüm                          | Person         | Bekannt als                       | Quelle |
| ----- | ------------------------------- | -------------- | --------------------------------- | ------ |
| 1     | Koala                           | Vernon Kay     | Moderator                         | [ 22 ] |
| 2     | Kangaroo (Känguru)              | Sinitta        | Sängerin                          | [ 23 ] |
| 3     | Cockroach (Kakerlake)           | Russell Watson | Tenor                             | [ 24 ] |
| 4     | Witchetty Grub (Witchetty-Made) | Alison Hammond | Schauspielerin, TV-Persönlichkeit | [ 25 ] |

|                   | Kostüm          | Lied, Originalinterpret                                                  | Ergebnis      |
| ----------------- | --------------- | ------------------------------------------------------------------------ | ------------- |
|                   | Alle Teilnehmer | Down Under – Men at Work                                                 | —             |
|                   |                 |                                                                          |               |
| 1                 | Witchetty Grub  | Moving On Up – M People                                                  | Ausgeschieden |
| 2                 | Koala           | Could It Be Magic – Featherbed                                           | Gewonnen      |
|                   |                 |                                                                          |               |
| 3                 | Cockroach       | Go the Distance – Roger Bart                                             | Ausgeschieden |
| 4                 | Kangaroo        | Lush Life – Zara Larsson                                                 | Gewonnen      |
| Zweiter Durchgang |                 |                                                                          |               |
| 5                 | Koala           | If I Can Dream – Elvis Presley                                           | Gewinner      |
| 6                 | Kangaroo        | Just Got Paid – Sigala & Ella Eyre & Meghan Trainor feat. French Montana | Zweiter Platz |

## Staffel 4 (2023)

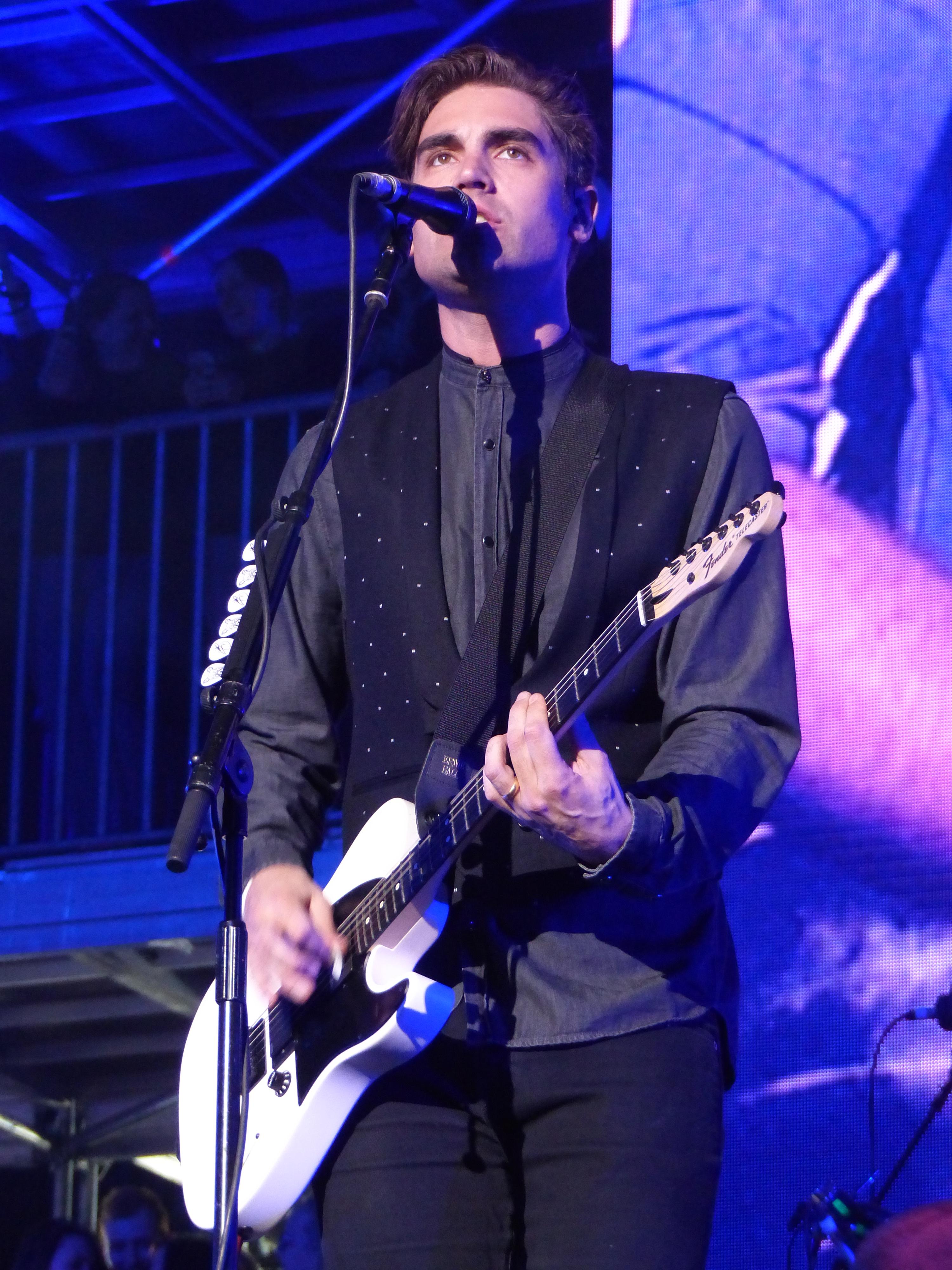
Charlie Simpson, Gewinner der vierten Staffel

Die vierte Staffel wurde vom 1. Januar bis zum 18. Februar 2023 auf ITV ausgestrahlt. Charlie Simpson gewann als Rhino.

### Teilnehmer
| Platz | Kostüm        | Person                     | Aus in Folge |
| ----- | ------------- | -------------------------- | ------------ |
| 1     | Rhino         | Charlie Simpson            | 8            |
| 2     | Phoenix       | Ricky Wilson               | 8            |
| 3     | Fawn          | Natalie Appleton           | 8            |
| 4     | Jellyfish     | Amber Riley                | 7            |
| 5     | Jacket Potato | Richie Sambora             | 7            |
| 6     | Otter         | Daisy May Cooper           | 6            |
| 7     | Knitting      | Claire Richards            | 6            |
| 8     | Pigeon        | Katherine Ryan             | 5            |
| 9     | Rubbish       | Stephen Hendry             | 4            |
| 10    | Cat & Mouse   | Martin Kemp & Shirlie Kemp | 3            |
| 11    | Piece of Cake | Lulu                       | 2            |
| 12    | Ghost         | Chris Kamara               | 1            |

## The Masked Singer: I’m a Celebrity Special(19. November 2023)

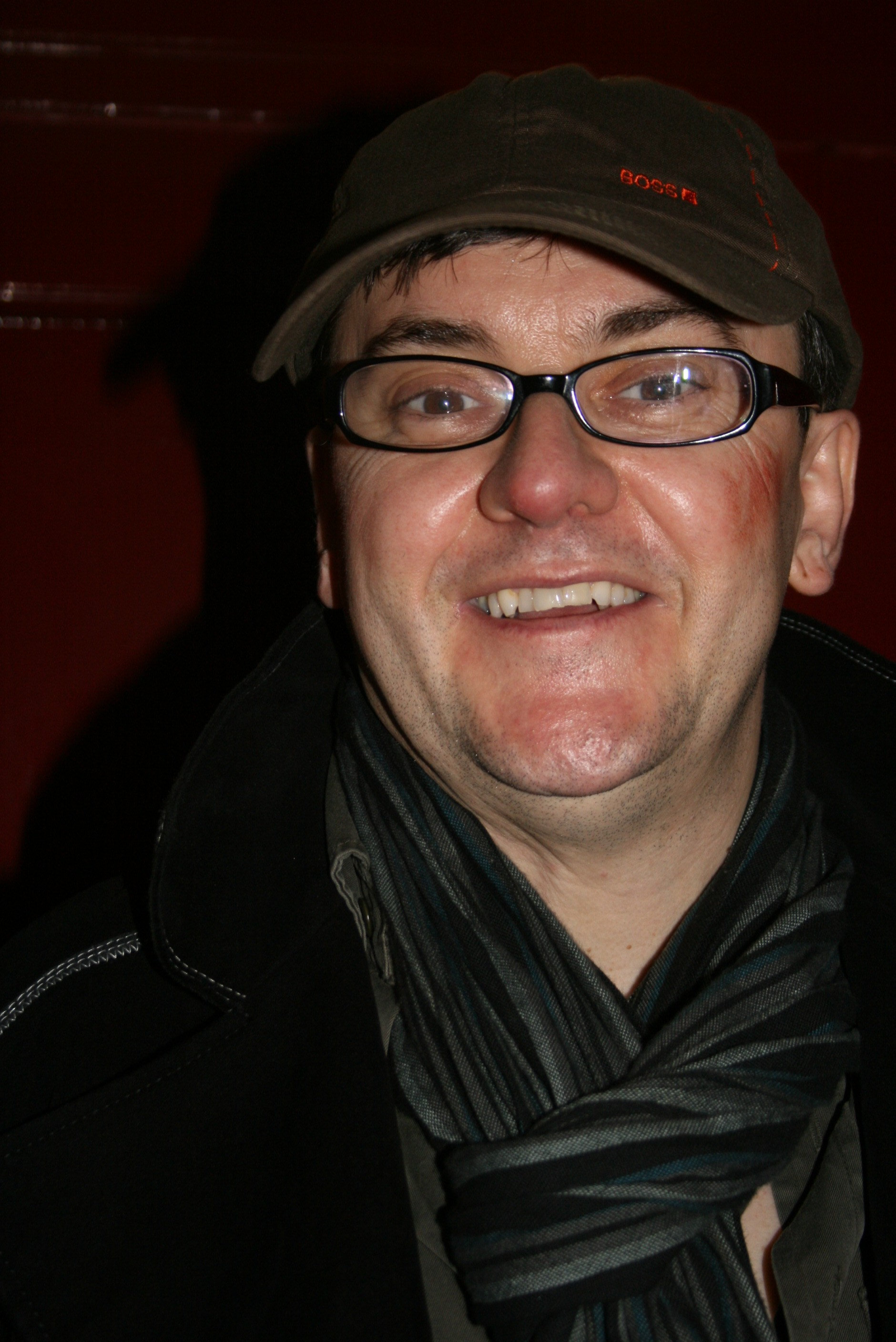
Joe Pasquale, Gewinner der zweiten I’m a Celebrity-Spezialfolge

Im September 2023 verkündete Dommett gegenüber RadioTimes, dass ITV mehrere neue The Masked Singer-Spezialfolgen plane. Eine wurde vor dem Start der 23. Staffel von I’m a Celebrity … Get Me Out of Here! am 19. November ausgestrahlt.

### Teilnehmer
| Platz | Kostüm                         | Person           | Bekannt als                           | Quelle |
| ----- | ------------------------------ | ---------------- | ------------------------------------- | ------ |
| 1     | Dunny (Plumpsklo)              | Joe Pasquale     | Komiker, Moderator, Schauspieler      | [ 31 ] |
| 2     | Bearded Dragon (Bartagame)     | Myleene Klass    | Moderatorin, Sängerin, Schauspielerin | [ 32 ] |
| 3     | Wombat                         | Andrew Whyment   | Schauspieler                          | [ 33 ] |
| 4     | Huntsman (Riesenkrabbenspinne) | Linford Christie | Sprinter                              | [ 34 ] |

|                   | Kostüm          | Lied, Originalinterpret                                    | Ergebnis      |
| ----------------- | --------------- | ---------------------------------------------------------- | ------------- |
|                   | Alle Teilnehmer | Welcome to the Jungle – Guns N’ Roses                      | —             |
|                   |                 |                                                            |               |
| 1                 | Dunny           | She Bangs – Ricky Martin                                   | Gewonnen      |
| 2                 | Huntsman        | Love Really Hurts Without You – Billy Ocean                | Ausgeschieden |
|                   |                 |                                                            |               |
| 3                 | Bearded Dragon  | Time to Say Goodbye – Andrea Bocelli feat. Sarah Brightman | Gewonnen      |
| 4                 | Wombat          | Brown Eyed Girl – Van Morrison                             | Ausgeschieden |
| Zweiter Durchgang |                 |                                                            |               |
| 5                 | Dunny           | Cake by the Ocean – DNCE                                   | Gewinner      |
| 6                 | Bearded Dragon  | Blow Your Mind (Mwah) – Dua Lipa                           | Zweiter Platz |

## The Masked Singer: Christmas Special(25. Dezember 2023)

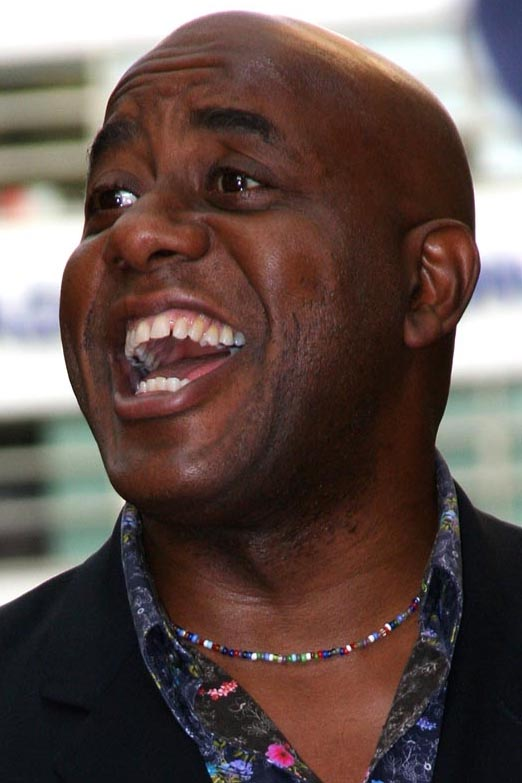
Ainsley Harriott, Gewinner der Weihnachts-Spezialfolge

Am 17. Oktober 2023 gab ITV die Produktion einer Weihnachts-Spezialfolge von The Masked Singer bekannt. Die Sängerin Leona Lewis war Gastmitglied im Rateteam. Die Ausstrahlung erfolgte am ersten Weihnachtsfeiertag.

### Teilnehmer
| Platz | Kostüm                                                 | Person           | Bekannt als                             | Quelle |
| ----- | ------------------------------------------------------ | ---------------- | --------------------------------------- | ------ |
| 1     | Partridge (in a Pear Tree) (Rebhuhn in einem Birnbaum) | Ainsley Harriott | Koch, Moderator                         | [ 36 ] |
| 2     | Reindeer (Rentier)                                     | Carol Vorderman  | Moderatorin                             | [ 37 ] |
| 3     | Decorations (Dekorationen)                             | Julian Clary     | Autor, Moderator, Komiker, Schauspieler | [ 38 ] |
| 4     | Sprout (Rosenkohl)                                     | Tony Robinson    | Autor, Schauspieler                     | [ 39 ] |

|                   | Kostüm                     | Lied, Originalinterpret                                  | Ergebnis      |
| ----------------- | -------------------------- | -------------------------------------------------------- | ------------- |
|                   | Alle Teilnehmer            | One More Sleep – Leona Lewis                             | —             |
|                   |                            |                                                          |               |
| 1                 | Partridge (in a Pear Tree) | It’s the Most Wonderful Time of the Year – Andy Williams | Gewonnen      |
| 2                 | Sprout                     | Good King Wenceslas                                      | Ausgeschieden |
|                   |                            |                                                          |               |
| 3                 | Decorations                | Merry Christmas Everyone – Shakin’ Stevens               | Ausgeschieden |
| 4                 | Reindeer                   | Rockin’ Around the Christmas Tree – Brenda Lee           | Gewonnen      |
| Zweiter Durchgang |                            |                                                          |               |
| 5                 | Partridge (in a Pear Tree) | A Holly Jolly Christmas – The Quinto Sisters             | Gewinner      |
| 6                 | Reindeer                   | Underneath the Tree – Kelly Clarkson                     | Zweiter Platz |

## Staffel 5 (2023 / 2024)

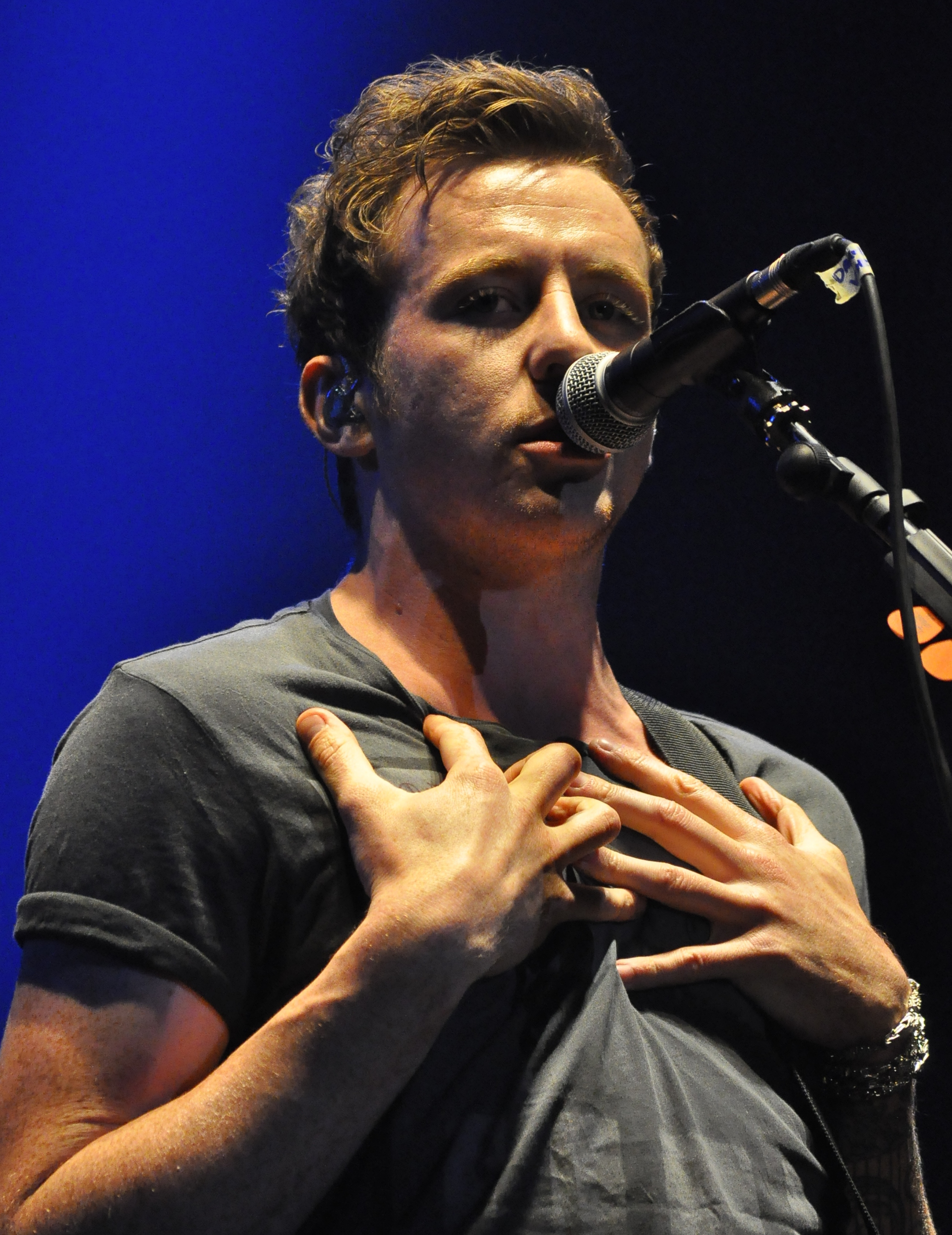
Danny Jones, Gewinner der fünften Staffel

Die fünfte Staffel wurde vom 30. Dezember 2023 bis zum 17. Februar 2024 auf ITV ausgestrahlt. Danny Jones gewann als Piranha.

### Teilnehmer
| Platz | Kostüm         | Person              | Aus in Folge |
| ----- | -------------- | ------------------- | ------------ |
| 1     | Piranha        | Danny Jones         | 8            |
| 2     | Bigfoot        | Alex Brooker        | 8            |
| 3     | Cricket        | Lemar               | 8            |
| 4     | Eiffel Tower   | Tiffany             | 7            |
| 5     | Air Fryer      | Keala Settle        | 7            |
| 6     | Maypole        | Melody Thornton     | 6            |
| 7     | Dippy Egg      | Nicky Campbell      | 6            |
| 8     | Owl            | Lorraine Kelly      | 5            |
| 9     | Bubble Tea     | Julia Sawalha       | 4            |
| 10    | Rat            | Shirley Ballas      | 3            |
| 11    | Chicken Caesar | Alexander Armstrong | 2            |
| 12    | Weather        | Dionne Warwick      | 1            |

## The Masked Singer: Christmas Special(26. Dezember 2024)

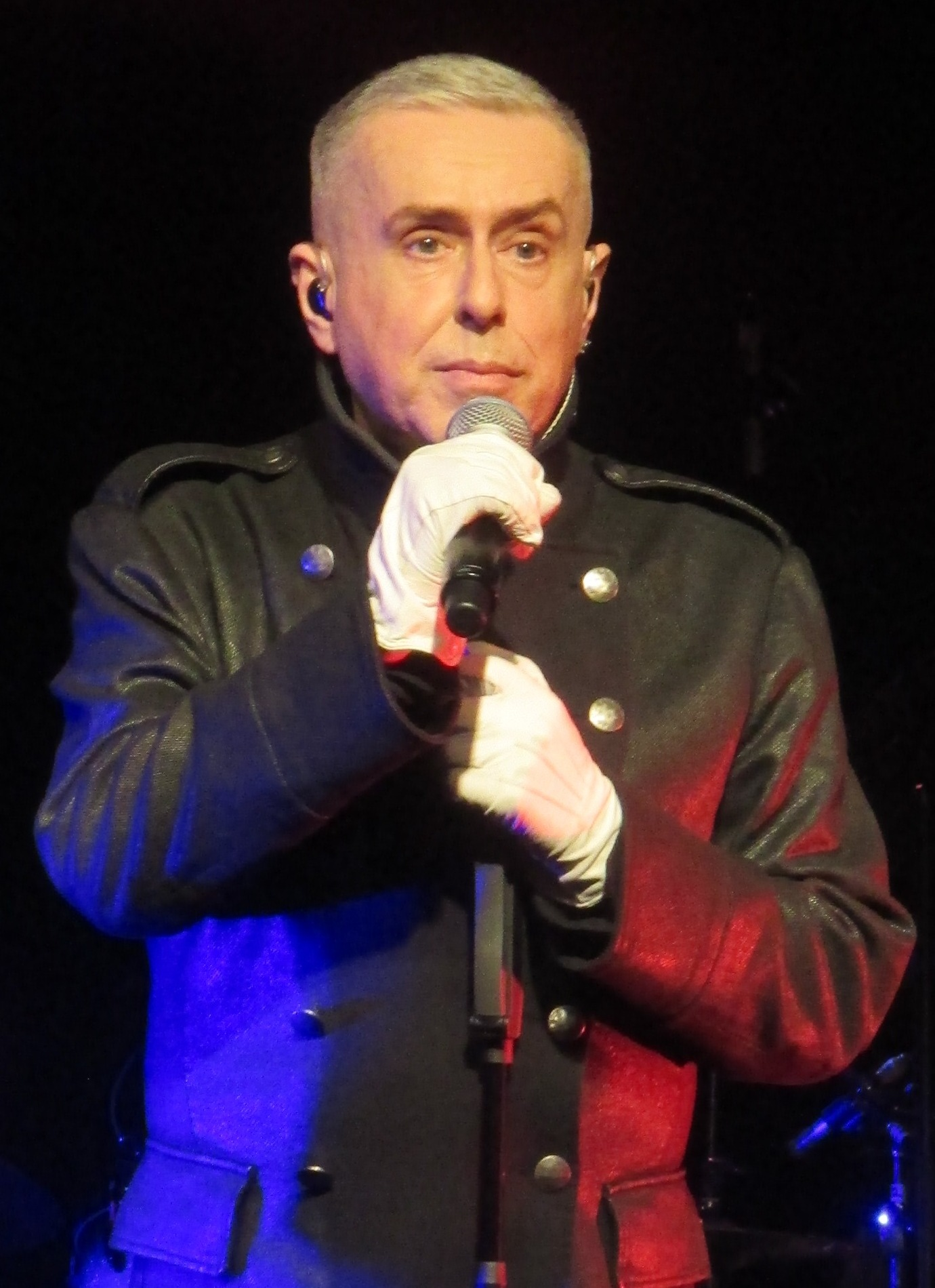
Holly Johnson, Gewinner der zweiten Weihnachts-Spezialfolge

Am 27. November 2024 verkündete ITV, eine zweite Weihnachtsausgabe von The Masked Singer produziert zu haben. Im Rateteam saßen neben Gilligan und Ross die regelmäßig zusammenarbeitenden Komikerinnen Dawn French und Jennifer Saunders. Die Folge wurde am 26. Dezember ausgestrahlt.
In der Episode hatte das Dommet nachempfundene Kostüm Little Joel einen Gastauftritt. Die dazugehörige Person wurde in der ersten Folge der sechsten Staffel demaskiert.

### Teilnehmer
| Platz | Kostüm                          | Person        | Bekannt als                 | Quelle |
| ----- | ------------------------------- | ------------- | --------------------------- | ------ |
| 1     | Nutcracker (Nussknacker)        | Holly Johnson | Maler, Singer-Songwriter    | [ 46 ] |
| 2 1   | Star (Stern)                    | Davina McCall | Moderatorin, Schauspielerin | [ 47 ] |
| 3     | Turkey Crown (Truthahnkrone)    | Motsi Mabuse  | Tänzerin, Wertungsrichterin | [ 48 ] |
| 4     | Christmas Cracker (Knallbonbon) | Josie Gibson  | TV-Persönlichkeit           | [ 49 ] |

|                   | Kostüm            | Lied, Originalinterpret                               | Ergebnis      |
| ----------------- | ----------------- | ----------------------------------------------------- | ------------- |
|                   | Alle Teilnehmer   | I Wish It Could Be Christmas Everyday – Wizzard       | —             |
|                   |                   |                                                       |               |
| 1                 | Christmas Cracker | Sleigh Ride – The Andrews Sisters                     | Ausgeschieden |
| 2                 | Star              | Have Yourself a Merry Little Christmas – Judy Garland | Gewonnen      |
|                   |                   |                                                       |               |
| 3                 | Turkey Crown      | Wonderful Christmastime – Paul McCartney              | Ausgeschieden |
| 4                 | Nutcracker        | Driving Home for Christmas – Chris Rea                | Gewonnen      |
| Zweiter Durchgang |                   |                                                       |               |
| 5                 | Star              | This Christmas – Donny Hathaway                       | Zweiter Platz |
| 6                 | Nutcracker        | The Christmas Song – The King Cole Trio               | Gewinner      |
|                   |                   |                                                       |               |
| 7                 | Little Joel       | Hello – Lionel Richie                                 | —             |

## Staffel 6 (2025)

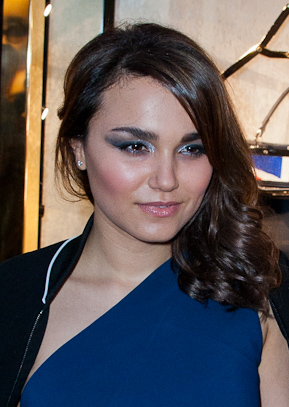
Samantha Barks, Gewinnerin der sechsten Staffel

Die sechste Staffel wurde vom 4. Januar bis zum 15. Februar 2025 auf ITV ausgestrahlt. Die britische Moderatorin Maya Jama ersetzte Ora, die ihren Platz im Rateteam nach fünf Staffeln aufgab. Ansonsten blieb die Besetzung der Sendung mit Dommett, Gilligan, McCall sowie Ross gleich. Samantha Barks gewann als Pufferfish.

### Teilnehmer
| Platz | Kostüm           | Person          | Aus in Folge |
| ----- | ---------------- | --------------- | ------------ |
| 1     | Pufferfish       | Samantha Barks  | 8            |
| 2     | Dressed Crab     | Gregory Porter  | 8            |
| 3     | Wolf             | Marti Pellow    | 8            |
| 4     | Bush             | Natalie Cassidy | 7            |
| 5     | Bear             | Example         | 7            |
| 6     | Snail            | Andrea Corr     | 6            |
| 7     | Kingfisher       | Grayson Perry   | 6            |
| 8     | Teeth            | Mel Giedroyc    | 5            |
| 9     | Tattoo           | Carol Decker    | 4            |
| 10    | Toad in the Hole | Macy Gray       | 3            |
| 11    | Pegasus          | Prue Leith      | 2            |
| 12    | Spag Bol         | Kate Garraway   | 1            |

## Rezeption

### Positiv
Eine positive Kritik erhielt die Serie von Shaun Kitchener. Dieser behauptete in der Boulevardzeitung Metro, dass die Serie zwar „absurd“ und „irrsinnig bizarr“, aber dennoch „wunderbar, süchtig machend und aufregend“ sei. Der „lächerliche Aufwand“ mache das Format so brillant. Die Serie nehme sich zwar durchaus ernst, allerdings „aale sie sich auch in ihrem aberwitzigem Konzept“. Obwohl The Masked Singer schrill sei und sowohl das Ansehen der Serie als auch die Verfolgung von Twitter-Kommentaren zu dieser wie ein „gemeinschaftlicher Fiebertraum“ wirke, sei dies eine „vereinende Erfahrung, die irgendwie Spaß mache“.
Kimberley Bond schrieb in der RadioTimes, dass das Konzept eigentlich nicht funktionieren sollte, da der Reiz von singenden Prominenten fehle, wenn ihre Identitäten zunächst verborgen bleiben. Die Serie sei auch „umfangreich beknackt“, aber dennoch brillant. Die Gesangskünste der Kandidaten seien zwar „nichts Besonderes“, allerdings sei dies auch nicht der Sinn von The Masked Singer. Vielmehr seien die Kostüm-Designer die wahren Stars, deren Kreationen eine höchst beeindruckende Verwandlung möglich machen würden. Der Hauptaspekt, der beim Ansehen Spaß mache, sei aber das Raten, wer sich hinter den Masken verbirgt. Für die Geheimhaltung seien „keine Kosten gespart“ worden, auch seien die Hinweise „verwirrend und nicht entzifferbar“. Selbst die albernsten Vorschläge des Rateteams seien humorvoll, was die Zuschauer regelrecht zum Mitmachen animieren würde. Bond schloss ihre Kritik mit den Worten, dass The Masked Singer zwar nicht etwas für jeden sei, „grimmige“ Zuschauer würden die Serie wahrscheinlich für „zu dreist und aufgeweckt“ halten. Allerdings sei das Programm genau richtig, um die Stimmung an „trostlosen und grauen Samstagen im Januar“ nach den Festtagen aufzuhellen.

### Negativ
Jack Seale bewertete die Serie im The Guardian mit einem von fünf Sternen. Er bezeichnete sie als „unspektakulär“ mit einem „gekünstelten“ Konzept. Laut ihm ruinierten die Kostüme die Serie, da in anderen Formaten wie Strictly Come Dancing oder der Prominenten-Version von The X Factor bekannte Persönlichkeiten mit Live-Auftritten, für die sie sonst nicht bekannt sind, das Publikum positiv überraschen würden. Da die Identitäten bei The Masked Singer unbekannt sind, könnte man die Auftritte nicht wirklich genießen, auch sei es den Zuschauern aus diesem Grund gleichgültig, wer ausscheidet und weiterkommt. Die Aufgabe, die Kandidaten an ihrem Gesang zu erkennen, sei unlösbar, die Jury deswegen überfordert. Dafür lobte Seale Ken Jeongs Satz I know exactly who this is, der bei jedem Mal lustiger werde und somit der Höhepunkt des Programmes sei, da Jeong keine britischen Prominenten kennt. Zudem sei der Moderator Dommett, der vielen Zuschauer ebenfalls unbekannt sei, ein „ängstlicher Dummkopf“.
Lauren O’Neill äußerte sich im britischen Ableger der Vice ebenfalls negativ über die Serie. Allerdings sei der zentrale Schwachpunkt der Serie, dass sie „nicht trashig genug“ sei. The Masked Singer sei nicht aufgrund des „geistesgestörten Konzepts“ schlecht, sondern aufgrund der langweiligen Art und Weise, was daraus gemacht wurde, was typisch für ITV-Serien sei, die immer nach dem gleichen Schema abliefen. Mit 90 Minuten sei die Serie „aufgedunsen“ und werde schließlich irgendwann langatmig statt lustig und kurzweilig. Die Besetzung des Rateteams sei zwar in Ordnung, allerdings wären verschiedene Komiker eine bessere Wahl gewesen, die mit ihren Vermutungen und Diskussionen um die Identität der Kandidaten das Format unterhaltsamer gestalten könnten. Das Programm hätte „etwas völlig Neues“ bieten können, wäre das „total bekloppte“ Konzept nicht in die übliche Form von ITV-Samstagabend-Shows gepresst worden. Zudem sei die Auswahl der bisherigen Kandidaten schlecht, da sie einem breiteren, vor allem jüngeren Publikum wahrscheinlich eher nicht geläufig seien, allerdings liege genau in der Demaskierung von sehr bekannten Personen, die nicht für Gesang bekannt sind, der Reiz des Formats.

## Auszeichnungen und Nominierungen (Auswahl)
British Academy Television Award
- British Academy Television Award 2021

- Nominierung in der Kategorie Bestes Unterhaltungsprogramm

- British Academy Television Award 2022

- Nominierung in der Kategorie Beste Produktion eines Unterhaltungsprogramms

- British Academy Television Award 2023

- Auszeichnung in der Kategorie Bestes Unterhaltungsprogramm

International Emmy Award
- International Emmy Award 2021

- Auszeichnung in der Kategorie Beste ungeskriptete Unterhaltung